# Franciszek Kaczkowski

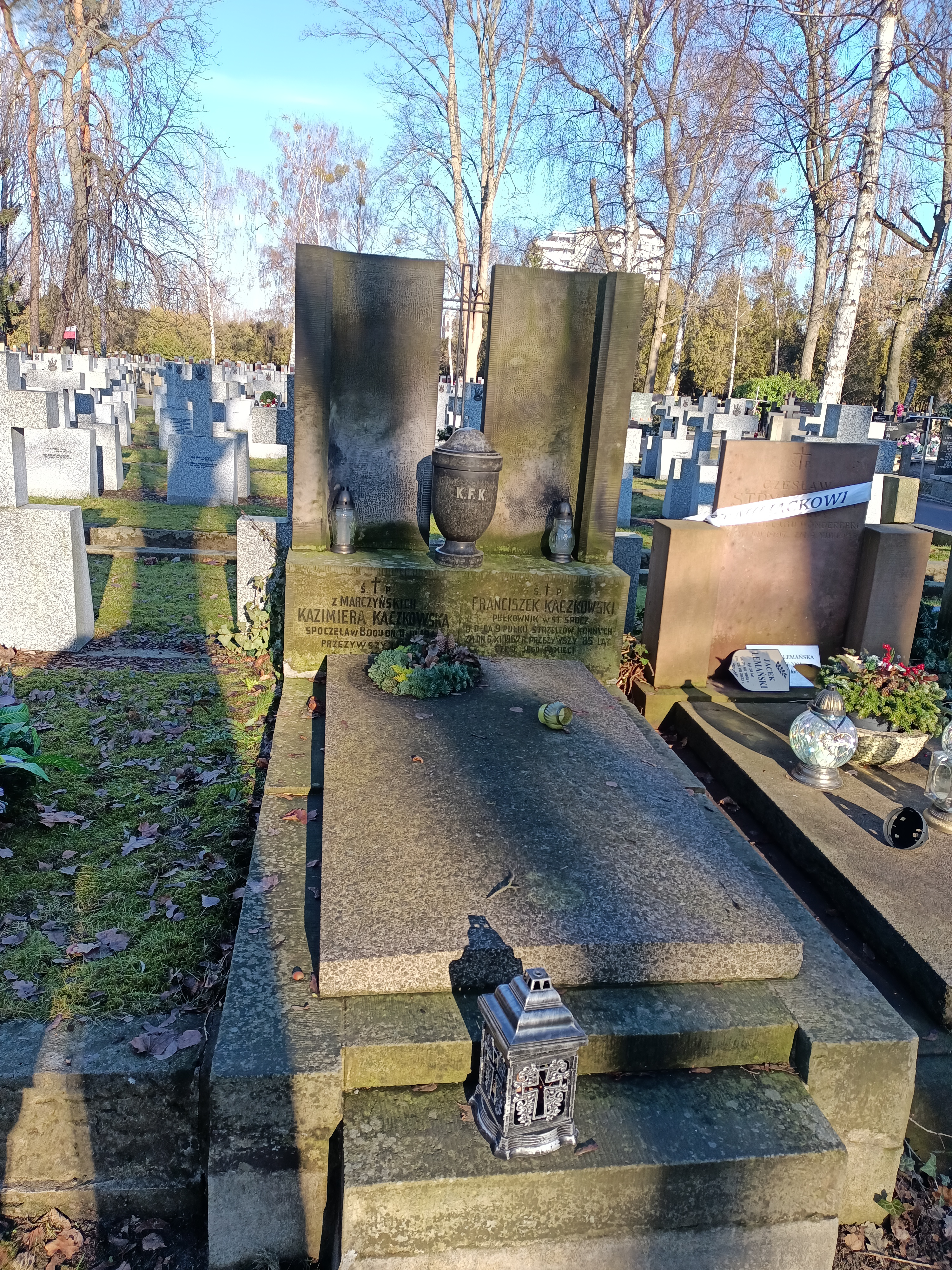
Grób Franciszka Kaczkowskiego na Cmentarzu Wojskowym na Powązkach

Franciszek Kaczkowski (ur. 15 grudnia 1877 w Chobułtowie, zm. 10 listopada 1962 w Warszawie) – pułkownik kawalerii Wojska Polskiego.

## Życiorys
Urodził się 15 grudnia 1877 roku w Chobułtowie, w powiecie włodzimierskim ówczesnej guberni wołyńskiej, był synem lekarza Henryka i Zygmunty z Raciborskich.
W latach 1891–1897 Franciszek Kaczkowski uczęszczał do prywatnego gimnazjum, a następnie zdał egzamin I-kategorii przy Jelizawetgradzkiej Szkoła Kawalerii. W lipcu 1897 roku wstąpił jako szeregowiec do 21 Pułku Dragonów Białoruskich armii carskiej.  Od lutego 1905 roku brał udział w walkach na froncie rosyjsko-japońskim otrzymał awans na stopień porucznika. W lipcu 1914 roku dowództwo 6, a następnie 5 szwadronu 7 pułku huzarów i walczył z nim na froncie austriackim. W maju 1915 roku został ranny odłamkiem granatu i trafił do szpitala, w którym przebywał do listopada. W 1915 otrzymał awans na rotmistrza, w 1916 na podpułkownika, a w kolejnym 1917 roku na pułkownika. Z początkiem lutego 1918 roku w związku z demobilizacją został zwolniony z wojska. Z dniem 9 marca 1919 roku został przydzielony do Oficerskiej Szkoły Jazdy w Warszawie na stanowisko komendanta. 5 czerwca 1919 roku został formalnie przyjęty do Wojska Polskiego z zatwierdzeniem posiadanego stopnia pułkownika. 20 grudnia 1919 został inspekcyjnym oficerem sztabowym jazdy DOG Grodno. Od października 1920 roku do czerwca 1921 roku dowodził Grodzieńskim pułkiem ułanów.
25 listopada 1921 roku został mianowany dowódcą 9 pułku strzelców konnych, który stacjonował we Włodawie, a od maja 1924 roku w Grajewie, Osowcu i Białymstoku. 3 maja 1922 roku został zweryfikowany w stopniu pułkownika ze starszeństwem z dniem 1 czerwca 1919 roku i 30. lokatą w korpusie oficerów jazdy (od 1924 roku – kawalerii). Pełnił także obowiązki dowódcy XI Brygady Kawalerii w Augustowie. 29 listopada 1927 roku został przeniesiony do kadry oficerów kawalerii z równoczesnym oddaniem do dyspozycji dowódcy Okręgu Korpusu Nr III w Grodnie. Z dniem 31 stycznia 1928 roku został przeniesiony w stan spoczynku. Na emeryturze mieszkał w Grajewie. W 1934, jako oficer stanu spoczynku pozostawał w ewidencji Powiatowej Komendy Uzupełnień Warszawa Miasto III. Posiadał przydział do Oficerskiej Kadry Okręgowej Nr I. Był wówczas „przewidziany do użycia w czasie wojny”.
Po przejściu w stan spoczynku przeniósł się do Warszawy, nie brał udziału w II wojnie światowej. Po wojnie pracował jako emeryt najpierw w Bibliotece Sejmowej, a następnie jako starszy rejestrator w Kasie Cywilnej Prezydenta RP. Z pracy został zwolniony dopiero z końcem czerwca 1958 roku.

## Ordery i odznaczenia
- Krzyż Walecznych
- Krzyż Zasługi Wojsk Litwy Środkowej – 3 marca 1926[12]